# Pork Pie
Pork Pie ist ein Independent-Label aus Berlin, das seinen Namen einer Hutform (Porkpie-Hut) verdankt, die auf die Form einer englischen Fleischpastete zurückgeht.

## Geschichte
Pork Pie wurde 1989 von Matthias „Matzge“ Bröckel als Label der Fa. Vielklang gegründet und war das erste Label in Deutschland, das sich ausschließlich mit Ska beschäftigte. Mittlerweile hat sich Pork Pie mit Veröffentlichungen nationaler und internationaler Bands weltweit als eines der bekanntesten Ska-Labels etabliert.
Ska aus Deutschland wurde unter anderem mit Hilfe der Pork Pie Sampler-Reihen Ska… Ska… Skandal und United Colors of Ska auch international populär.

## Künstler
- Babylove & The Van Dangos
- Bad Manners
- BeNUTS (Southbell)
- Berlin Boom Orchestra (Wallcitymusic)
- Blascore
- Blechreiz
- Bluekilla
- The Busters
- Dallax
- Derrick Morgan
- Distemper (Flat Daddy Records)
- Dr. Ring-Ding
- El Bosso & die Ping-Pongs
- The Frits
- Johnny Reggae Rub Foundation
- Laurel Aitken
- Leo & The Lineup
- Liberator
- Lionsclub
- Masons Arms
- Mr. Review
- Napoleon Solo
- No Life Lost (Flat Daddy Records)
- No Sports
- Ringo Ska
- Skaos
- Spitfire
- Stan or Itchy (Flat Daddy Records)
- The Toasters
- Tommy Tornado (Rude Rich Records)
- The Valkyrians
- Yebo
- Yellow Umbrella (Rain Records)
- Yellow Cap

## Diskografie
1989
- V.A. / Ska… Ska… Skandal No. 1 LP 04230-1
- Laurel Aitken / Everybody Ska MS 04231-6
- Napoleon Solo / Shot! CD 04234-2, LP 04234-1
- Skaos Catch This Beat CD 04232-2, LP 04232-1

1990
- The Braces / Blue Flame CD 04238-2, LP 04238-1
- The Toasters / Don’t Say Forever SG 04081-7
- The Toasters / T-Time CD 04239-2, 04239-1
- El Bosso & Die Ping Pongs / Immer nur Ska! SG 04236-7
- El Bosso & Die Ping Pongs / El Bosso & Die Ping Pongs CD 04237-2, LP 04237-1
- El Bosso & Die Ping Pongs / Renn Los SG 04080-7

1991 
- El Bosso & Die Ping Pongs / Ich bin Touri CD 04084-2, MLP 04084-1
- The Frits / Little Idiots CD 04087-2, LP 04087-1
- No Sports Limited Edition (Live) LP 04085-1
- V.A. / Ska... Ska... Skandal No. 2 CD 04083-2, 04083-1

1992
- Bad Manners / Fat Sound CD 04086-2, LP 04086-1
- No Sports / Successfools CD 04089-2, LP 04089-1
- The Toasters / New York Fever CD 04090-2, LP 04090-1
- V.A. / Ska... Ska... Skandal No. 3 CD 04091-2, LP 04091-1

1993 
- The Frits / Ebbie’s Bluff/November Rain CDM 04096-2
- The Frits / Not Enough For You CD 04092-2
- No Sports / King Ska CD 04093-2
- The Toasters / Live in L.A. CD 04607-2
- Yebo / Eastern Standard Time CD 04098-2
- V.A. / United Colors of Ska CD 04097-2

1994 
- The Toasters / DUB 56 CD 04608-2
- The Frits / Look on the bright side of Live CD 04611-2
- Derrick Morgan / The Conquering Ruler CD 04612-2

1995
- V.A. / United Colors of Ska Vol. 2 – The Up & Coming Bands CD 04613-2
- Dr. Ring-Ding & The Senior Allstars Dandimite! CD 04618-2, LP 04618-1
- The Ventilators / The Ventilators CD 04622-2
- Skaos / Back to Live CD 04625-2

1996
- V.A. / Ska... Ska... Skandal No. 4 CD 04633-2
- The Toasters Two Tone Army CD 04632-2
- El Bosso & Die Ping Pongs / Komplett! CD 04641-2

1997
- Skaos & Buster Bloodvessel / Live In Berlin EP 05617-7
- Spitfire / Night Hunting CD 04640-2
- Skaos / Ham & Eggs CD 04639-2
- The Toasters / History Book CD 04646-2, LP 04646-1
- Bad Manners / Don’t Knock the Baldhead! CD 05606-2, LP 05606-1

1998
- Blascore / ’s Fistkind kommt CD 05626-2
- V.A. / Ska… Ska… Skandal No. 1-4 Vinyl-Box 05616-1
- The Skalatones / The Best Tracks So Far CD 05630-2, LP 05630-1

1999
- V.A. / Die Deutschstunde – Lektion 1 CD 05631-2, LP 05631-1*
- The Skalatones Tune In… CD 05633-2
- Blascore / Blascore CD 05635-2
- Bluekilla / Ska Is Our Business CD 05634-2, LP 05634-1
- Spitfire / The Coast Is Clear CD 05632-2
- Derrick Morgan & Yebo The Conquering Ruler / Eastern Standard Time DoCD 05629-2
- V.A. / The Spirit Of Ska - 10 Years Jubilee Edition CD 05636-2

2000
- Skaos / Porno 75 CD 05637-2, LP 05637-1
- The Toasters / DUB 56 incl. Live in L.A. CD 05638-2
- The Porkers / Hot Dog Daiquiri CD 05639-2
- V.A. / United Colors of Ska Vol. 3 CD 05640-2
- V.A. / United Colors of Ska Vol. 1-3 Vinyl Box LP 05642-1 *

2001
- V.A. Spare Shells - Modern Interpretations of Songs Performed by * The Specials CD 05643-2
- V.A. / United Colors of Ska Vol. 1-3 CD Box 05644-2

2002
- Skaos / Breaking the Curfew CD 05645-2
- V.A. / Ska... Ska... Skandal No. 1-4 CD-Box 05616-2

2003
- The Busters / Live CD 05646-2
- Lionsclub / TV & Movie Themes CD 05647-2, LP 05647-1

2004
- The Busters / Revolution Rock CD SRR 001 (auf Ska Revolution Records)
- Spitfire / Thrills and Kills CD 03235-2 (auf Vielklang)
- Bluekilla / Back to Skatalonia CD 05648-2
- Bad Manners / Fat Sound & Don’t Knock The Baldhead CD-Box 0569-2

2005
- Skaos / Pocomania SRR 002 (auf Ska Revolution Records)
- No Sports / King Ska & Successfools - 20 Years Jubilee Edition DoCD 05650-2

2006
- V.A. Ska... Ska... Skandal No. 5 - The Football Edition CD 05651-2
- Skaos / Silver - Jubilee Edition CD 02481

2007
- The Valkyrians / High & Mighty CD 02494
- The Valkyrians / High & Mighty LP 05494
- Dallax / Core Color (+bonus) CD 02496
- Yellow Umbrella / Little Planet CD 02495 (auf Rain Records)
- V.A. / United Colors Of Ska 4.0 CD 02497

2008
- Benuts / Bavarian Ska Maniacs CD 02499 (auf Southbell Rec.)
- Yellow Umbrella / Same Same - But Different CD 02501 (auf Rain Records)
- No Life Lost / Von Santa Fu bis Saint Tropez CD 02502 (auf Flat Daddy Records)
- Stan Or Itchy / Sweat’ n’ Suits CD 02503 (auf Flat Daddy Records)

2009
- Spitfire / Lifetime Visa CD 02506 (auf Flat Daddy Records)
- Ringo Ska / Betolzkahitoparat CD 2508
- V.A. / The Spirit Of Ska - 20 years jubilee edition CD 02507 (Pork Pie)
- Liberator / Stand And Deliver CD 2510 (Pork Pie/BALE Records)
- The Valkyrians / The Beat Of Or Street CD 2509 (Pork Pie/Stupido Records)

2010
- Dallax / Big Proud CD 06141
- Tommy Tornado / Sunrise CD 11469 (auf Rude Rich Records)
- Berlin Boom Orchestra / Hin Und Weg CD 06142 (Wallcitymusic)
- Yellow Cap / Like It Or Not CD 06143
- Yellow Umbrella / A Thousand Faces CD 06144

2011
- Babylove & The Van Dangos / The Money & The Time CD 06145
- Dallax / Heart Storming CD 06146
- The Valkyrians / Punkrocksteady CD 06147
- Yellow Umbrella / Live at the Groovestation CD 06148

2012
- El Bosso & Die Ping-Pongs / Tag vor dem Abend CD 06142
- Mr. Review / XXV CD RR02
- Tommy Torndado / Cool Down CD 11475
- Babylove & The Van Dangos / Let It Come, Let It Go CD 14833
- Dr. Ring Ding Ska-Vaganza / Piping Hot CD 06151, LP 14823

2013
- Distemper / Pride Belief Love CD 06152 (auf Flat Daddy Records)

2014
- V.A. / The Spirit Of Ska – Silver Jubilee Edition CD 06156
- Yellow Cap / Pleasure CD 06153 / LP 06155
- Skaos / More Fire CD 06157
- El Bosso & die Ping Pongs / Hier und jetzt oder nie CD 06159

2015
- Dr. Ring Ding Ska-Vaganza / Bingo Bongo CD 06162 / LP 06163
- V.A. / Ska... Ska... Skandal No. 6 CD 06164 / LP 06165
- Babylove & The Van Dangos / On My Life CD 14824
- El Bosso & die Ping Pongs / Immer Nur Ska – Das Beste aus 30 Jahren CD 06166
- Leo & The Lineup / Hit The Streets CD 006167 / LP 14825
- Dr. Ring Ding / Once A Year CD 06168

 2016 
- The Frits / The Greatest Frits CD 06169
- The Valkyrians / Double Barrelled DoCD 06154
- VA / This Is Ska – 20 years ska madness CD 01921
- Yellow Cap / Around The World 7"-Single S 06170
- Yellow Umbrella / Hooligans Of Love CD 01923 / LP 01925
- Dr. Ring Ding / Once A Year LP 01924 plus Bonus-Single Christmas Again / Viele Bunte Päckchen

2017
- Johnny Reggae Rub Foundation / No Bam Bam LP 01927 / CD 01928

2018
- Johnny Reggae Rub Foundation / This Is Ska Festival-7" Single S 01929
- Napoleon Solo / Open Channel D   CD 01935 / LP 01936
- Yellow Cap / Too Fucked To go CD

2019
- Masons Arms / Von Vorn LP 01932 / CD 01931
- Yellow Umbrella / Die Große Reggaehase Boooo Revue CD 01937
- VA / The Spirit Of Ska - 30 Years Pearl Jubilee Edition CD 01940

2020
- Johnny Reggae Rub Foundation / Trouble LP 01939 / CD 01938
- Dr. Ring Ding / The Remedy CD 01941 / LP 01942

2022
- Blechreiz / Flight Of The Bumble Bee CD 01943

2024
- Yellow Umbrella / The Yellow Album CD 01945 / LP 01947
- Yellow Umbrella / The Black Album CD 01946 / LP 01948
- V.A. / Ska.. SKA.. SKANDAL No. 7 CD 01949 / LP 01950
- The NØ vs. No Life Lost / Melodien für Momente LP 01951 (auf Flat Daddy Records)